# Сили спеціальних операцій Збройних сил України (монета)
«Сили спеціальних операцій Збройних сил України» — пам'ятна монета номіналом 10 гривень, випущена Національним банком України. Присвячена окремому виду Збройних Сил України, до складу якого входять частини спеціального призначення і підрозділи інформаційно-психологічних спеціальних операцій, що комплектуються висококваліфікованими фахівцями, здатними виконувати складні, небезпечні, інколи політично чутливі операції у сферах розвідки, захисту життя громадян та об’єктів держвласності за межами України, боротьби з незаконним обігом зброї, тероризмом і піратством, організації та підтримання дій руху опору, безпеки морського судноплавства, міжнародного військового співробітництва тощо.
Монету введено в обіг 22 липня 2022 року. Вона належить до серії Збройні Сили України.

## Опис та характеристики монети
| Номінал грн. | Метал                 | Маса, грам | Діаметр, мм. | Якість виготовлення | Гурт     | Тираж, штук |
| ------------ | --------------------- | ---------- | ------------ | ------------------- | -------- | ----------- |
| 10           | сплав на основі цинку | 12,4       | 30           | анциркулейтед       | рифлений | 1 000 000   |

### Аверс

Емблема ССО ЗСУ

На аверсі монети розміщено: у центрі на дзеркальному тлі – емблема Сил спеціальних операцій ЗСУ, праворуч від якої – малий Державний Герб України; написи: угорі – УКРАЇНА, унизу – номінал 10 ГРИВЕНЬ та рік карбування монети 2022; логотип Банкнотно-монетного двору Національного банку України (ліворуч від номіналу).

### Реверс
На реверсі монети розміщено символічну композицію: на тлі абрису образу Святослава Хороброго з мечем та щитом зображено бійця Сил спеціальних операцій ЗСУ; по колу напис: СИЛИ СПЕЦІАЛЬНИХ ОПЕРАЦІЙ ЗБРОЙНИХ СИЛ УКРАЇНИ.

## Автори

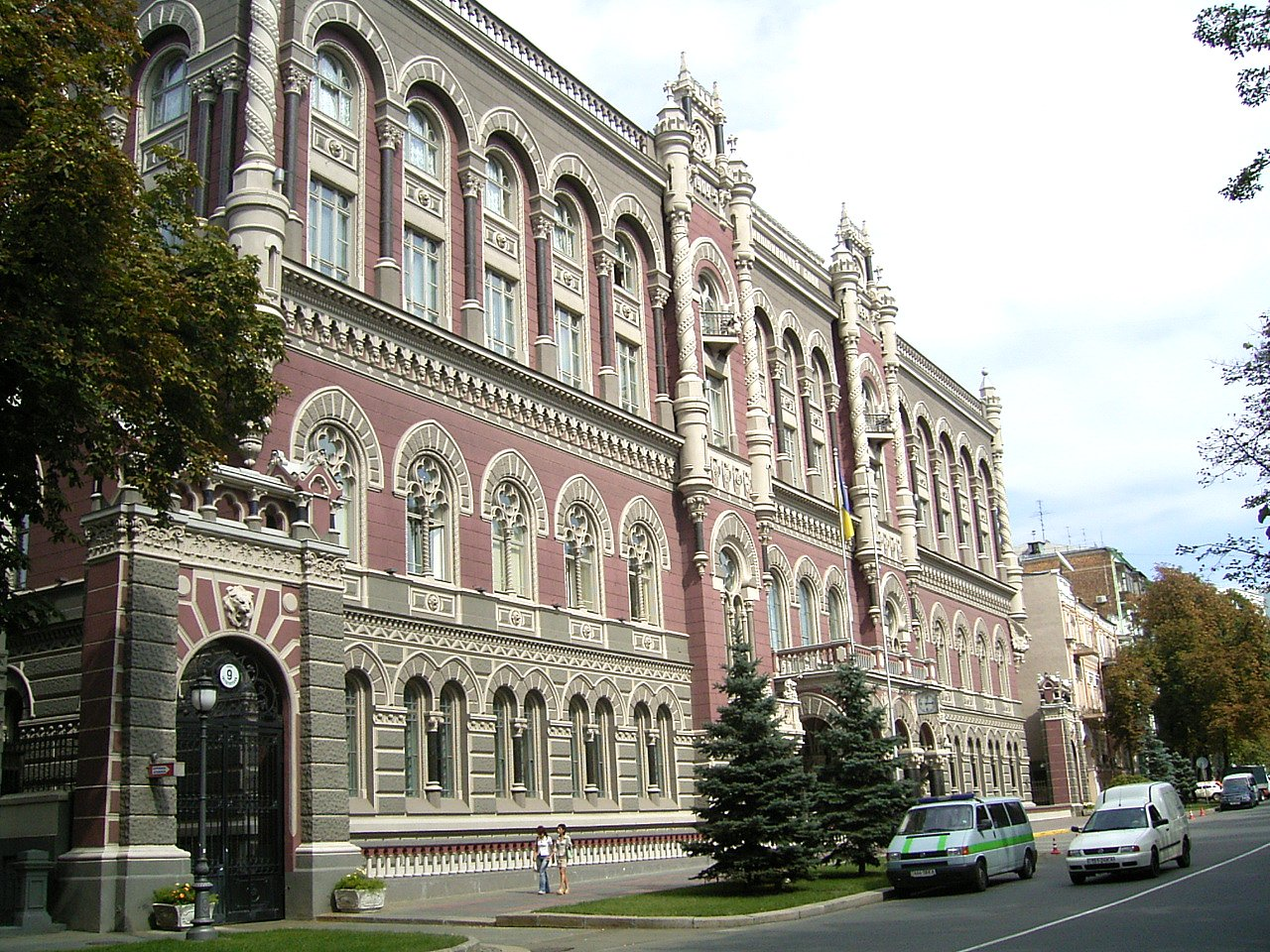
Будівля Національного банку України

- Художники: Андрій Єрмоленко, Ольга Коваленко.
- Скульптори: Демяненко Анатолій, Дем'яненко Володимир.

## Вартість монети
Під час введення монети в обіг 2022 року, Національний банк України розповсюджував монету за номінальною вартістю — 10 гривень.
Фактична приблизна вартість монети, з роками змінювалася так:
| Рік       | 2023 | 2024 | 2025 |
| --------- | ---- | ---- | ---- |
| Ціна, грн | 35   | 32   | 65   |